# Lucie Finez
Lucie Finez, née le 25 novembre 1976 à Bouaké (Côte d'Ivoire), est une athlète française pratiquant le saut en hauteur, licenciée au club Evreux Ac.

## Palmarès
Records
1,90 m
Performances
- Championne de France en 2001
- Championne de France en salle en 2004
- Participation aux Championnats du monde de Séville en 1999